# Tigrigobius
Tigrigobius é um género de peixe da família Gobiidae e da ordem Perciformes.

## Espécies
- Tigrigobius dilepis (Robins & Böhlke, 1964)
- Tigrigobius gemmatus (Ginsburg, 1939)
- Tigrigobius pallens (Ginsburg, 1939)[2]
- Tigrigobius redimiculus (Taylor & Akins, 2007)
- Tigrigobius zebrella (Robins, 1958)[3][4][5][6]